# كاثرين مكوي
كاثرين مكوي (بالإنجليزية: Katherine McCoy)‏ هي مصممة جرافيك أمريكية، ولدت في 12 أكتوبر 1945 في ديكادور في الولايات المتحدة.